# Bannière unie de Darhan Muminggan
La bannière unie de Darhan Muminggan (达尔罕茂明安联合旗 ; pinyin : Dá'ěrhǎn Màomíng'ān Liánhé Qí) est une subdivision administrative au nord de la région autonome de Mongolie-Intérieure en Chine. Elle est placée sous la juridiction de la ville-préfecture de Baotou.

## Démographie
La population de la bannière était de 113 320 habitants en 1999.